# 라라 진 초로스텍키

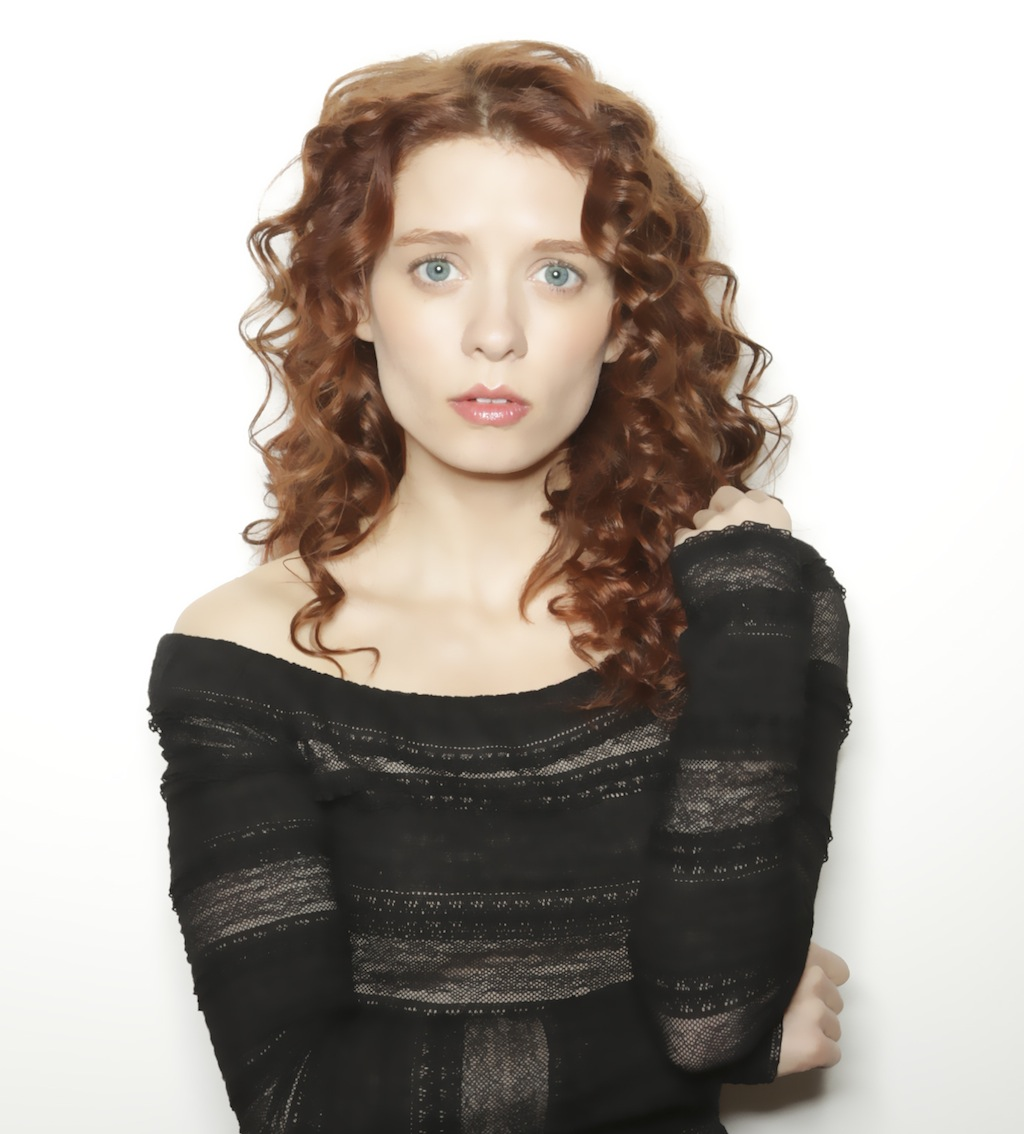

라라 진 초로스텍키(Lara Jean Chorostecki, 1984년 9월 24일 ~ )는 캐나다의 배우, 영화배우이다.
브램턴에서 태어났다.

## 방송
- X Company 시즌3
- X Company 시즌2
- 한니발 시즌3
- X Company 시즌1
- 한니발 시즌2

## 영화
- 노즈 투 테일 (2018년)
- 더 마스크드 세인트 (2016년)
- 박싱 (2015년) - 로라 역
- X Company 시즌1 (2015년)
- 한니발 시즌3 (2015년) - 프레디 라운즈 역
- 한니발 시즌2 (2014년) - 프레디 라운즈 역
- 플리즈 킬 미스터 노우 잇 올 (2013년) - 셀리 역
- 한니발 시즌1 (2013년) - 프레디 라운즈 역
- 19번째 아내 (2010년) - 앤 엘리자 역
- 댄 포 메이어 (2010년)